# Завіша Чорний
Завіша Чорний з Гарбова гербу Сулима (пол. Zawisza Czarny, Завіша Чарни ; нар. близько 1379 — пом. 1428, Сербія) — польський лицар та дипломат першої половини XV століття.

## Біографічні дані
Учасник Грюнвальдської битви. Король Владислав ІІ Ягайло надав йому у володіння с. Черепин (нині Старе Село) на Львівщині. Фундатор костьолу Св. Миколая у місті Бібрка (нині Перемишлянський р-н Львівської області (1402—1405)).
Герой драми Юліуша Словацького (збереглися фрагменти), романів «Хрестоносці» Г. Сенкевича та «Narrenturm» Анджея Сапковського, символ польських лицарства та шляхетності.

## Нащадки
- Два його сини Мартин і Станіслав загинули разом з Королем Владиславом у Битві під Варною.
- його син Іоанн був рідним дідом засновника Тернополя Іоанна Амора Тарновського.